# Who Am I?
Who Am I? (originaltitel Wo shi shei) er en actionfilm fra 1998, som Jackie Chan selv har instrueret og spiller hovedrollen i. Han spiller hovedrollen som indsatsagenten Jackie Chan, der efter et helikopterstyrt, får hukommelsestab, og ikke husker, hvem han er, hvorfor han var i den helikopter. Han forstår ikke hvorfor han bliver jaget, og forsøgt myrdet. Samtidig er der en mistænkelig journalist, der hele tiden følger efter ham, og vil prøve at hjælpe ham til og huske, hvem han er.